# Савельева, Татьяна Николаевна
Татьяна Николаевна Савельева (29.12.1916 — 14.12.1999) — советский археолог-египтолог, кандидат исторических наук, научный сотрудник Института востоковедения АН СССР.

## Биография
Родилась в Красноярске в купеческой семье. Отец Николай Иванович Савельев (1880—1954) происходил из семьи золотопромышленников, владевшей несколькими заводами и торговым домом «Трифон Савельев и сыновья», окончил Берлинскую горную академию, был на стажировке в немецких компаниях. В 1915 году был одним из учредителей «Азиатского золотопромышленного акционерного общества». В 1912 году женился на Зинаиде Михайловне Бабаниной (1889—1985), дочери московского купца М. И. Бабанина. В 1918 году имущество семьи было национализировано. Отец дважды был арестован, но суд признал его невиновным. В 1925 году семья переехала в Москву. Отец работал в Горном надзоре при Совете министров СССР, модернизировал золотодобычу в Советском Союзе, был награждён Орденом Ленина.
В 1935 году поступила на исторический факультет Московского государственного института истории, философии и литературы им. Н. Г. Чернышевского. Руководителем дипломной работы был проф. В. И. Авдиев. В 1940 году поступила в аспирантуру при кафедре истории Древнего мира по специализации «История Древнего Востока (Египта)».
Во время войны университет эвакуировался, но Савельева осталась в Москве. Рыла окопы, была членом университетской пожарной команды, работала учителем истории в школе, читала лекции в госпиталях.
МИФЛИ был объединен с МГУ, и в 1943 году Савельева восстановилась в аспирантуре истфака МГУ. Работала библиографом-востоковедом, затем главным библиографом в Фундаментальной библиотеке общественных наук АН СССР. В 1945 году в результате серьёзной травмы головы полтора года не работала.
С 1946 года составляла и редактировала бюллетени новой литературы по востоковедению, с 1952 года была фактическим руководителем отдела востоковедения ФБОН. В 1953 году В. И. Авдиев помог Савельевой перевестись в Институт востоковедения АН СССР. В 1955 году был подготовлен текст диссертации «Экономический, социальный и государственный строй Древнего Египта в период III—IV династий». В 1962 году была присуждена кандидатская степень.
В 1989 году вышла на пенсию, оставаясь внештатным сотрудником ИВ РАН. С 1995 года была консультантом Кабинета египтологии ИВ РАН (ныне — Центр египтологических исследований РАН). Передала РАН свои библиотеку и архив.
Скончалась 14 декабря 1999 года, похоронена в Москве на Даниловском кладбище.

## Научная деятельность
Одним из объектов изучения были экономика и общественные отношения в Египте эпохи Древнего царства. Этой проблематике посвящена кандидатская диссертация «Экономический, социальный и государственный строй Древнего Египта в период III—IV династий» и монография «Аграрный строй Египта периода Древнего царства» (1962). Т. Н. Савельевой были систематизированы все источники по этому вопросу. Автор характеризует развитие производительных сил, земельные отношения в Египте, характер и формы эксплуатации непосредственных производителей в период Древнего царства. После публикации новых документов по этим проблемам Т. Н. Савельева переосмыслила некоторые аспекты темы и дала более полный анализ царских храмовых указов и других источников по Раннему царству, итоги вошли в следующую монографию, опубликованную в 1992 г.
В монографии «Храмовое хозяйство Египта времени Древнего царства (III—VIII династии)» (1992) характеризуется становление царских поминальных храмов и городских храмов местных богов. Автор исследует их экономическую и социальную структуру, взаимоотношения с государственной властью.

### Основные работы
- О двух новых археологических открытиях в Египте, относящихся ко времени III и IV династий // ВДИ. — 1955. — № 4. — С. 103—107.
- К вопросу о значении терминов [pr], [Hwt] и [Hwt aAt] в надписи Мечена (XXVII в. до н. э.) // Древний Египет. — М., 1960. — С. 181—194.
- Данные надписи Мечена о характере частного землевладения в древнем Египте конца III и в начале IV династий // Древний мир. — М., 1962. — С. 180—190.
- Аграрный строй Египта в период Древнего царства. — М.: Издательство восточной литературы, 1962. — 292 с.
- Надписи из гробницы Мечена (перевод и коммент.) // Древний Египет и древняя Африка. — М., 1967. — С. 113—132.
- Как жили египтяне во времена строительства пирамид. — М.: Наука, 1971. — 118 с. — (По следам исчезнувших культур).
- Ближневосточные древности на Южном Урале // ВДИ. — 1972. — № 3. — С. 106—123. (в соавт. с К. Ф. Смирновым)
- Абидосский указ царя Нефериркара (XXV в. до н. э.) (перевод и коммент.) // Древний Восток. — Т. 1. — М., 1975. — С. 113—140.
- Материальная культура древнего Египта // Культура древнего Египта. — М., 1976. — С. 45—179.
- Статуя Дария I, найденная в Иране // Тутанхамон и его время. — М., 1976. — С. 165—175.
- Нубийцы в Египте Древнего царства // Мероэ. — Вып. 4. — М., 1989. — С. 159—166.
- Храмовые хозяйства Египта времени Древнего царства (III—VIII династии). — М., 1992. — 180 с.
- Houses [Snaw] in the Old Kingdom Temple Economy Considered in the Light of the Abu-Sir Papyri // Kormisheva E. (ed.) Ancient Egypt and Kush. In Memoriam Mikhail A. Korostovtsev. M., 1993. P. 335—345[4][5].